# Shintaro Hirai
Shintaro Hirai (平井 晋太郎 Hirai Shintaro?), född 17 januari 1984 i Port of Spain, är en japansk fotbollsspelare.
Hirai började sin karriär 2006 i Sagawa Printing. Efter Sagawa Printing spelade han för Blaublitz Akita och Tochigi Uva FC.